# Grand projet de renouvellement urbain
Le grand projet de renouvellement urbain ou GPRU est une opération de renouvellement urbain (ORU) menée à Paris. Cette opération a été lancée par le comité interministériel des villes (CIV) du 1er octobre 2001.
Le GPRU relève de la politique de la ville. Il vise à requalifier et à mieux intégrer dans la ville des quartiers périphériques, caractérisés par un taux de chômage plus élevé et des revenus plus faibles que le reste de la ville. Il agit dans plusieurs domaines :
- amélioration de l'habitat et du cadre urbain
- création d'équipements publics et de services aux habitants
- développement économique

## Secteurs concernés
Le GPRU s'applique à 13 sites :
- Porte de Vincennes (XXe et XIIe)
- Bédier, porte d'Ivry, Boutroux (XIIIe)
- Les Olympiades (XIIIe)
- Paul Bourget (XIIIe)
- Plaisance, porte de Vanves, Broussais (XIVe)
- Porte Pouchet (XVIIe)
- Porte de Montmartre, Porte de Clignancourt et secteur Porte des Poissonniers (XVIIIe)
- Secteur Paris Nord-Est (XVIIIe et XIXe)
- Cité Michelet (XIXe)
- Saint-Blaise (XXe)
- Porte de Montreuil, La Tour du Pin (XXe) d'intérêt national
- Python - Duvernois (XXe)
- Porte des Lilas (XXe)